# Erioptera (Meterioptera) raphidostyla
Erioptera (Meterioptera) raphidostyla is een tweevleugelige uit de familie steltmuggen (Limoniidae). De soort komt voor in het Australaziatisch gebied.